# Masters de Roma 1977
El Abierto de Italia 1977 fue la edición del 1977 del torneo de tenis Masters de Roma. El torneo masculino fue un evento del circuito ATP 1977 y se celebró desde el 23 de mayo hasta el 29 de mayo.  El torneo femenino fue un evento del circuito WTA 1977 y se celebró desde el 16 de mayo hasta el 22 de mayo.

## Campeones

### Individuales Masculino
Vitas Gerulaitis vence a  Antonio Zugarelli, 6–2, 7–6, 3–6, 7–6

### Individuales Femenino
Janet Newberry Wright vence a  Renáta Tomanová, 6–3, 7–6

### Dobles Masculino
Brian Gottfried /  Raúl Ramírez vencen a  Fred McNair /  Sherwood Stewart, 6–7, 7–6, 7–5

### Dobles Femenino
Brigitte Cuypers /  Marise Kruger vencen a  Florenţa Mihai /  Betsy Nagelsen, 3-6, 7-5, 6-2